# 明式家具

上海博物馆藏明式家具

上海博物馆藏明式榻

明式家具是指自明代后期至清代前期以深色硬木为材料所制作的家具。明式家具是相对于漆作家具和清式硬木家具而言，特点是体现木材天然纹理，风格简洁明快。江南是明式家具的发源地。虽然明式硬木家具在全国很多地方都生产，但以苏州为中心的江南地区能工巧匠制作的家具最为著名。苏州明式家具制作技艺主要分布在苏州（吴郡）和周边地区的木渎、光福、东山，以及常熟等地。2006年，苏州红木雕刻厂被中国国务院文化部授予国家级非物质文化遗产「明式家具制作技艺」传承单位，并于2010年成立明式家具制作技艺传承研究室。

## 历史
中国高脚家具发展从五代开始，经过两宋，包括辽金。到了明初，由于恢复经济的措施，使社会经济得以复苏，社会生产得到发展。手工业也比元代有了较大的进步，并产生了中国的工艺百科全书《天工开物》和《园冶》《髹漆录》《鲁班经》等著作。
在经济繁荣、科技进步的兴盛国势之中，城市的园林和宅第建设，也逐渐兴旺。宫廷贵族、富商巨贾们的新府第，需要大量的家具以充其内。明中后期以来，热带地区深色硬木木材的流入，也是促进明代细木家具这个品种发展的一个条件。在明代有一些文人也热衷于家具工艺的研究和家具审美的探求。他们玩赏、收藏、著书和参与设计家具之风，蔚然兴起于文化圈内。这些文人的投入，无疑对于明代家具风格的成熟，起到一定作用。在明代的隆庆、万历两朝，除普遍的情况仍是漆木家具以外，社会上开始崇尚硬木家具。
明后期《云间据目抄》:“细木家具如书桌，禅椅之类，予少年时曾不一见。民间止用银杏金漆方桌。自莫廷韩与顾宋两家公子，用细木数件，亦从吴门购之。隆万以来，虽奴隶快甲之家，皆用细器。而微小木匝，争列肆于郡治中，即嫁妆杂器，俱属之矣。纨绔豪奢，又以榉木不足贵，凡床橱几桌，皆用花梨、瘿木、相思木与黄杨，极其贵巧，动费万钱，亦俗之一靡也。”
明代后期明式家具开始在高档家具中崭露头角，至清前期成为高档家具之代表，清朝中期以后，紫檀成为硬木家具主流，后又有红酸枝为补充，期间雕饰也从简洁风格转为精巧繁芜。明式家具相较于漆作家具而言，一般喜好体现木材自然纹理，而相对于清朝中后期的紫檀、酸枝家具，风格较为简约。明式家具在历史上对西方家具的风格产生过一定影响。

## 用料
明式家具所用的木材包括：:288
- 硬木：红木（如黄花梨、紫檀）、铁力木等
- 软木：榉木、黄杨、楠木、樟木、柞木

此外，明式家具也会使用松木、杉木、楸木、椴木等木材制作，但这些属于“杂木”，一般只用在抽屉内部等不见光的地方。:299

## 种类和形式
- 椅凳类：坐墩、长凳、杌凳、椅子等。
- 桌子类：炕桌、香几、酒桌、方桌、长条案、宽桌案等。
- 床榻类：榻、罗汉床、架子床等。
- 柜架类：架格、亮格、圆角柜、方角柜。
- 装饰类：屏风、柜橱、木箱、提盒、镜架、衣架（素衣架/花衣架）、灯台、面盆架等。

- 明代黄花梨木方角柜
- 明代螺鈿方角柜
- 明代椅子
- 明代黄花梨木插肩榫翘头案
- 明代架子床
- 明代榻
- 明代小几
- 明代漆盒
- 明代螺鈿漆器
- 明代永乐年间雕漆花瓶

## 風格特點
王世襄先生把明式傢具風格特點歸納為十六品，分別為；簡練、純樸、厚拙、凝重、雄偉、圓渾、沈穆、穠華、文綺、妍秀、勁挺、柔婉、空靈、玲瓏、典雅、清新。

## 产地
- 江苏：苏州、扬州
- 广东：广州、新会，石歧。
- 皖南：徽州
- 北京：北京

## 明代文献中的家具
明朝文震亨著 《长物志》 卷第六  《几榻》篇详细描述多种典型的明代家具，其中包括：
- 榻：三面靠背，有古断纹式，自然古雅，又有镶嵌大理石或推光朱黑漆，所用木材有楠木、紫檀、乌木、花梨等。
- 短榻，又称弥勒榻。
- 香
- 禅椅，以天台藤或古树根制作。
- 天然：有有天然花纹的花梨木、铁梨木，香楠木制造，以阔大为贵。
- 书桌：中心阔大，足稍矮细的最古樸。
- 壁桌：用来供佛。
- 方桌：方大古樸，可做十幾人，展玩书画用。此外还有八仙桌，不入大雅。
- 小：倭人制造。
- 椅：有乌木镶大理石的最贵重。宜矮不宜高。

明代午荣著《鲁班经匠家镜》也有专篇叙述多种明代家具：屏风、轎椅、衣笼、凉床、大床、镜架、镜箱、面盆架、八仙桌、圆桌、一字桌、案桌、搭脚仔凳、雕花花架、
交椅、板凳、琴凳、衣橱、衣箱、食柜、蜡烛台、香几、药橱、药箱等。

## 博物馆
1990年世界上第一所中国古典家具博物馆-美国加州中国古典家具博物馆在美国加州文艺复兴山庄创立，创办人是美国明式家具收藏家柯惕思（Curtis Evarts）。此博物馆收藏世界一流的明式样家具，并定期出版唯一专门研究中国古典家具的学报。
如今中国国家博物馆、上海博物馆等都有设有明式家具展览厅。